# Rennellia morindiformis
Rennellia morindiformis är en måreväxtart som först beskrevs av Pieter Willem Korthals, och fick sitt nu gällande namn av Henry Nicholas Ridley. Rennellia morindiformis ingår i släktet Rennellia och familjen måreväxter. Inga underarter finns listade i Catalogue of Life.